# (224) Oceana
(224) Oceana est un astéroïde de la ceinture principale découvert par Johann Palisa le 30 mars 1882.